# Мамаду Коне (1991)
Мамаду Коне (фр. Mamadou Koné, нар. 25 грудня 1991, Бінжервіль) — івуарійський футболіст, нападник бельгійського клубу «Ейпен».

## Ігрова кар'єра
Народився 25 грудня 1991 року в місті Бінжервіль. Починав займатися футболом у юнацькій команді місцевого однойменного клубу. Згодом отримав запрошення з Іспанії, де продовжив підгтовку в академії «Расінга».
2010 року дебютував в іграх за «Расінг Сантандер Б», а з наступного року почав залучатися до складу основної команди «Расінга», за яку відіграв чотири сезони.
Сезон 2015/16 провів в оренді в «Реал Ов'єдо», після чого уклав контракт з «Леганесом». У цьому клубі не заграв і віддавався в оренду до бельгійського «Ейпена», «Малаги» та «Депортіво».
2020 року повернувся до команди «Ейпена», з яким уклав повноцінний контракт.